# Hero Factory (merk)
Hero Factory is een speelgoedmerk van LEGO. Hero Factory is de opvolger van BIONICLE, een speelgoedartikel dat vanaf 2001 tien jaar lang werd verkocht.

## Het stoppen van BIONICLE
Bionicle is een reeks speelgoedartikelen van LEGO. Het ging van start in het jaar 2001 en werd meteen een succes. Bionicle was populair en had veel fans, maar het aantal fans nam de laatste jaren niet meer toe, en het werd steeds ingewikkelder om de verhaallijn van Bionicle nog verder uit te breiden. Daarom wilde de LEGO Group iets nieuws op de markt brengen, ze besloten om in 2010 een einde aan Bionicle te maken en er iets nieuws voor in de plaats aan te bieden. Dat werd de nieuwe LEGO Hero Factory.

## Verhaallijn
Ver weg in de toekomst ligt daar de futuristische en high-tech stad Makuhero, thuisbasis van de Hero-Factory, waar nieuwe robotic helden elke dag gebouwd worden. De fabriek was gemaakt met de bedoeling van de handhaving van vrede en welvaart in het hele universum, en het bestrijden van de ergste schurken en monsters van overal in de Melkweg. Het belangrijkste verhaal draait rond de Alpha Team van de Hero-Factory en hun helden in de strijd tegen het kwaad op verschillende werelden.

## Productenlijn
LEGO Hero Factory is bedacht en gemaakt door de makers van Bionicle en lijkt daar sterk op. De onderdelen van de sets zijn voor een groot deel afkomstig van Bionicle of LEGO Technic. De eerste producten kwamen in de zomer van 2010 uit.

## Voortgang
LEGO Hero Factory maakte niet meteen een goede start omdat het erg verwarrend is met de producten van Bionicle. Ook vielen de producten en het verhaal bij sommige mensen erg tegen. Hero Factory begon niet als een groot succes en verliep in het algemeen niet zo goed als de LEGO Group had verwacht. Toch wil LEGO nog een lange tijd door blijven gaan met Hero Factory.